# Maghavuz
Maghavuz (in armeno Մաղավուզ?, in azero Çardaqlı) è una comunità rurale del distretto di Tərtər, in Azerbaigian, fino al 2024 appartenente alla regione di Martakert nella repubblica di Artsakh (fino al 2017 denominata repubblica del Nagorno Karabakh).
Il villaggio, che conta poco meno di mezzo migliaio di abitanti, si trova nella vallata del fiume Tartar a pochi chilometri dalla fortezza di Jraberd. Vi sorge la chiesa di Surp Gevorg.